# Luis de Madrazo
Pour les articles homonymes, voir Madrazo.
Luis de Madrazo y Kuntz, né le 27 février 1825 à Madrid où il est mort le 9 février 1897, est un peintre espagnol de portraits et de thèmes religieux et historiques.
Membre de la célèbre famille des Madrazo, il est notamment le frère de Federico de Madrazo

## Biographie

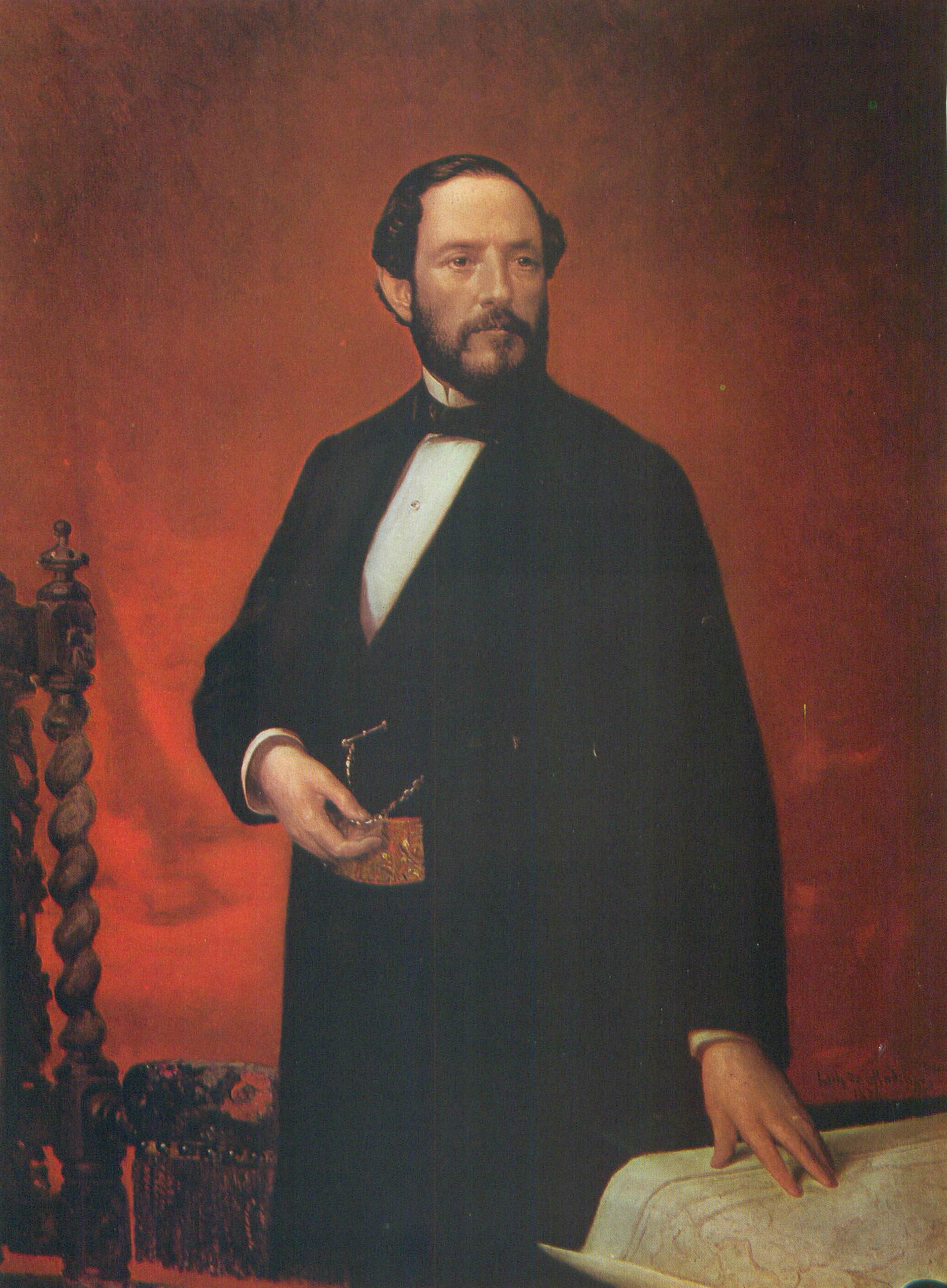
Juan Prim y Prats, Marqués de los Castillejos, portrait de Juan Prim réalisé en 1870.

Fils du peintre néo-classiciste José de Madrazo y Agudo et d'Isabel Kuntz Valentini, fille du peintre polonais Tadeusz Kuntze, il est formé dans l'atelier de son père, avec ses frères Federico et Pedro.
Il étudie ensuite à l'Académie royale des beaux-arts de San Fernando.
Il commence à travailler en 1845 et collaborant comme illustrateur pour la revue El Semanario Pintoresco.
En 1848, il part à Rome pour développer ses connaissances et sa formation artistique. Il étudie d'abord à l'Accademia di San Luca puis à l'Académie de France, dans la villa Médicis. Par l'intermédiaire d'Antonio Solá, il fait la connaissance de l'un des créateurs du mouvement nazaréen, Johann Friedrich Overbeck, qui lui a inspiré les paramètres esthétiques avec lesquels il a développé son art. Une fois finies ces études, il voyage dans plusieurs pays européens, et s'installe successivement à Paris, Munich, Venise et Berlin. Vers la fin du XIXe siècle, Luis de Madrazo s'installe à Pompéi avec les peintres Bernardino Montañés (es) et Francisco Sainz.
Il rentre à Madrid[Quand ?], où l'influence de son père et de son frère Federico lui permet d'intégrer les cercles d'artistes peintres de la capitale. Lors de cette dernière étape, il peint des portraits pour des nobles et enseigne comme professeur titulaire à l'Académie de San Fernando et devient directeur de l'École supérieure de peinture, sculpture et gravure de Madrid jusqu'à sa mort en 1897,.

## Œuvre

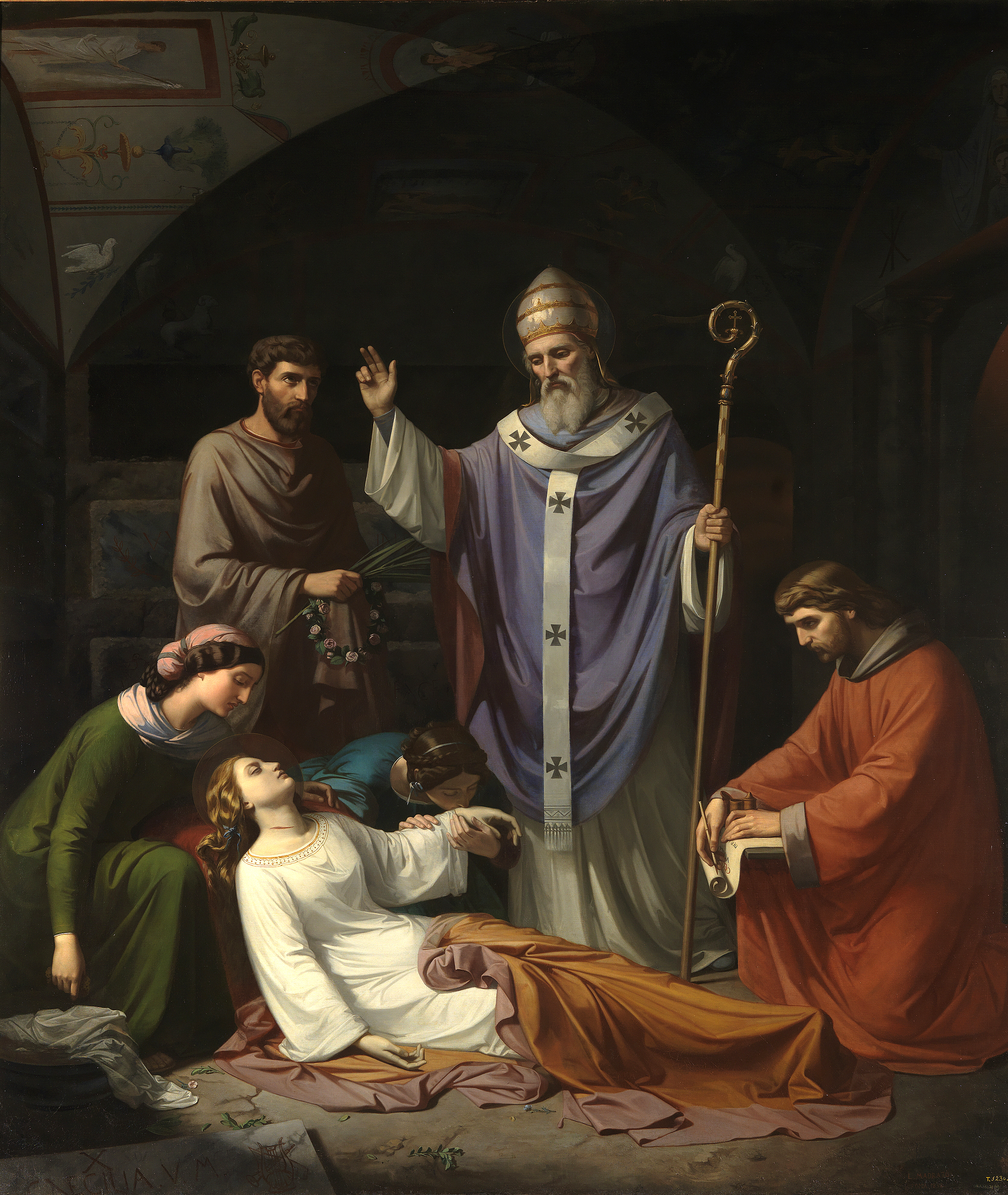
Entierro de Santa Cecilia, 1852, musée du Prado (prêté au musée des beaux-arts de Grenade)

La majeure partie de l'œuvre de Luis de Madrazo est constituée de portraits de personnalités d'organismes officiels et de la noblesse.
Il présente très régulièrement ses œuvres à divers concours nationaux et internationaux. Il obtient notamment un certain succès lors de l'Exposition universelle de 1855 à Paris, obtient une médaille de première classe à l'exposition nationale des beaux-arts de Madrid en 1856 pour Don Pelayo en Covadonga ainsi que la médaille d'argent lors de l'Exposition franco-espagnole de 1864.
Ses tableaux sont caractéristiques de par la pureté des lignes et la netteté chromatique et luminique, suivant la stricte esthétique nazaréenne.

## Conservation

### Au musée du Prado
Œuvres recensées sur le site du musée du Prado:

#### Peintures à l'huile
- Retrato de la señora de Creus, 55 × 48 cm, 1870
- Retrato de Francisco Sáinz y Pinto, 85 × 65 cm, 1848 (prêté à l'Académie royale d'histoire)
- El pintor Vicente Palmaroli, 61 × 51,1 cm, 1866-1867
- Federico Kuntz Amar, 45 × 38 cm
- Retrato de doña Carmela García, 66 × 54 cm, 1863
- Retrato de señora, 119 × 84 cm, 1897 (prêté au palace Cañete, mairie de Madrid)
- Primer milagro de Santa Teresa) (prêté à la Diputación Provincial de Zamora)
- Isabel la Católica, 228 × 138 cm (prêté à l'Alcazar de Ségovie)
- Don Pelayo en Covadonga, 358,5 × 280 cm, 1855 (prêté à la basilique de Covadonga (es))
- Don Pelayo, rey de Asturias, 224 × 140 cm, (prêté à la basilique de Covadonga)
- Busto de niña, 59 × 49 cm (prêté au musée des beaux-arts de Grenade)
- Entierro de Santa Cecilia, 300 × 252 cm (prêté au musée des beaux-arts de Grenade)
- Primer milagro de santa Teresa de Jesús, 160 × 132 cm (prêté à la Diputación Provincial de Zamora)
- Cabeza de mujer con toca, 32 × 25,5 cm
- Cabeza de hombre de perfil, 27,4 × 36,2 cm
- Retrato de dama, 44 × 36,5 cm
- Retrato de caballero joven con barba, 40 × 32 cm
- Alegoría con el Juicio Final, 37 × 45,5 cm

#### Études sur différents supports
- Estudio de cabeza masculina, 36,8 × 30,5 cm
- Estudio de cabeza masculina de perfil, 40 × 31,2 cm
- Estudio de cabeza masculina con la mirada elevada al cielo, 47 × 36 cm
- Estudio de mano apoyada en una rodilla, 260 × 285 mm, début du XIXe siècle
- Estudio de mano derecha femenina cogiendo una caña, 320 × 225 mm
- Estudio de dos cabezas femeninas, 190 × 275 mm
- Escena de la historia clásica, 157 × 214 mm
- Retrato de caballero con perilla, 236 × 166 mm
- Casa rural con figuras, 530 × 234 mm
- Estudio de paños de una figura clásica, 233 × 188 mm
- Estudio de paños de una figura arrodillada, 273 × 192 mm
- Cabeza de hombre barbado de perfil. Estudio de paños de una manga, 190 × 273 mm
- Mujer arrodillada ante una imagen de la Virgen, 134 × 109 mm
- Dos estudios de paños de una túnica clásica, 190 × 274 mm
- La Inmaculada Concepción, 308 × 225 mm
- Estudios de paños, 190 × 272 mm
- Apunte de figura femenina tendida, 191 × 273 mm
- Estudio de figura masculina togada, 303 × 245 mm, 1829
- Santa Teresa en Pastrana, 217 × 293 mm, 1829
- Estudio de una cabeza femenina dormida, 191 × 275 mm, 1829
- Estudio de un clérigo sentado, 286 × 210 mm
- Estudio de paños, 194 × 277 mm
- Estudio para el cadáver de Santa Cecilia con una figura femenina, 194 × 274 mm
- Estudio de un escribano, 275 × 191 mm
- La Religión con san Pedro y san Pablo, 291 × 236 mm
- Cabeza femenina de perfil, 230 × 320 mm
- Estudio de una figura femenina de perfil. Estudio de mano derecha, 191 × 274 mm
- La Sagrada Familia en el taller de José, 201 × 135 mm
- Estudio de paño, 277 × 195 mm
- Estudio para la cabeza de santa Cecilia. Tres estudios de la mano derecha, 150 × 236 mm
- Estudio de figura femenina sentada, 274 × 190 mm
- Estudio de paños, 232 × 319 mm
- Estudio de paños, 192 × 275 mm
- Estudio de paños, 191 × 274 mm
- Estudio de cabeza de santo guerrero, 190 × 100 mm
- Estudio de cabeza de santo guerrero. Estudios de paños y manos derechas, 235 × 150 mm
- Niña ante un altar, 243 × 214 mm
- Santa Isabel de Hungría repartiendo limosna, 180 × 155 mm
- Sagrado Corazón de Jesús, 228 × 350 mm
- Cabeza de un prelado, 274 × 190 mm
- Figura de una santa en actitud de ruego, 296 × 224 mm
- Escena mitológica con Cupido, 355 × 270 mm
- Un papa en oración, 170 × 232 mm
- Campesina italiana, 285 × 210 mm
- Campesina italiana, 288 × 219 mm
- Dos campesinas italianas, 245 × 330 mm
- Cartujo en oración, 286 × 220 mm
- Un trinitario leyendo, 287 × 220 mm
- Dos campesinos italianos, 245 × 329 mm
- Campesina italiana, 285 × 210 mm
- Campesina italiana con un cántaro, 287 × 220 mm
- Campesina italiana, 287 × 220 mm
- Campesina italiana sentada, 287 × 220 mm
- Dos campesinas italianas, 244 × 330 mm
- Campesina italiana, 245 × 330 mm
- Campesina italiana. Cabeza femenina. Perfil de cabeza masculina, 284 × 221 mm
- Dos campesinas italianas, 244 × 333 mm
- Dos campesinas italianas, 245 × 330 mm
- Campesino italiano, 283 × 210 mm
- Campesino italiano, 245 × 330 mm
- Santa Isabel de Hungría con los menesterosos, 1 195 × 870 mm, 1857
- Diseño publicitario del Jerez Madrid: Los tres jorobados, 159 × 223 mm
- Diseño publicitario del Jerez Madrid: Los tres jorobados, 132 × 206 mm

#### Collection Elena Madrazo
Le musée du Prado acquiert en 2006 la collection familiale d'Elena Madrazo, descendante de la famille Madrazo. Cette collection est connue sous le nom de « Archivo y colección de obra sobre papel de Elena Madrazo » et contient une correspondance composé de 2 635 lettres des différents membres de la famille, dont Luis, ainsi que plusieurs livres et dessins écrits ou composés par des membres de la famille.

#### Autres
- Cahier contenant 31 dessins, 105 × 170 mm
- Deuxième feuillet d'une lettre signée par Luis de Madrazo, papier

### Aumusée Lázaro Galdiano
- Retrato de niña con uniforme de Guardia de Corps, blanco, con bocamangas rojas y entorchados negros, 1858

## Prix et reconnaissance

### Prix
- Son œuvre est reconnue lors de l'Exposition universelle de 1855 à Paris[1]
- Médaille de première classe à l'exposition nationale des beaux-arts de Madrid en 1856 pour Don Pelayo en Covadonga[1]
- Médaille d'argent à l'Exposition franco-espagnole de 1864

### Reconnaissance et hautes fonctions
- Professeur principal et professeur de peinture de l'École de peinture, sculpture et gravure de Madrid[1]
- Directeur de l'École supérieure sus-nommée[1]
- Académicien de l'Académie royale des beaux-arts de San Fernando
- Commandeur de l'Ordre d'Isabelle la Catholique[1]